# Ibarama
Ibarama é um município brasileiro do estado do Rio Grande do Sul, localizado na região central do estado denominada Centro Serra.
Sua economia é basicamente oriunda do meio rural, com base nas culturas de tabaco, soja e milho.
Distante 250 km da Capital Porto Alegre, seu acesso se dá pela ERS-400.
O nome Ibarama tem sua origem no Tupi-guarani, que significa “Terra das Árvores”. Abá ou Ubá (árvore) e rama (terra, no sentido Pátria).

## História
Os primeiros registros de habitação de imigrantes e descendentes de alemães do município datam de 1838, na região extremo sul, mais precisamente nas localidades de Linha Ressaca, Novo São Paulo, Linha Araçá e Arroio Grande. Contudo, a colonização mais expressiva teve início no período entre 1875 e 1889, com a chegada de imigrantes e descendentes de italianos oriundos de Caxias do Sul, Bento Gonçalves, Garibaldi e Silveira Martins. Devido ao grande número de descendentes e imigrantes italianos, a maior parte da população de Ibarama é de religião católica, sendo a Igreja São Paulo a primeira a ser construída em no município. Ainda assim, também existem importantes regiões de colonização alemã, onde predomina a religião protestante.
Ibarama pertenceu inicialmente ao município de Soledade, integrando seu quarto distrito, cujo nome era Vila Jacuí. Tal distrito continha áreas que eventualmente comporiam, além do município de Ibarama, as cidades de Sobradinho, Passa Sete, Lagoa Bonita do Sul, Segredo e Arroio do Tigre. Com a emancipação de Sobradinho no dia 3 de dezembro de 1927, foram criados vários distritos, entre eles o de Ibarama, com a denominação de São Paulo, então segundo distrito de Sobradinho. O então distrito de São Paulo teve sua denominação alterada para Ibarama através do Decreto Municipal nº 06, de janeiro de 1945, conforme o ato do governo estadual, publicado no Diário Oficial do Estado em 28 de dezembro de 1944.
Ibarama passou a se chamar Vila Ibarama, até surgir o movimento pela emancipação. No dia 20 de setembro de 1987, a população local votou, em sua grande maioria, a favor da emancipação da antiga Vila Ibarama. No dia 15 de dezembro de 1987, foi sancionada pelo então governador gaúcho, Pedro Jorge Simon, a lei nº 8485 que criou o município de Ibarama, desmembrado de Sobradinho, sendo implantada a primeira gestão administrativa em 1 de janeiro de 1989.

## Geografia
Localiza-se a uma latitude 29º25'10" sul e a uma longitude 53º08'05" oeste, estando a uma altitude de 317 metros. Sua população estimada em 2010 era de 4371 habitantes.
A população do município de Ibarama é constituída de italianos 65 %, alemães 25%, e mestiços 10%.